# Локально связное пространство
Локально связное пространство ― топологическое пространство {\displaystyle X}, в котором для любой точки {\displaystyle x} и любой её окрестности {\displaystyle O_{x}} имеется меньшая связная окрестность {\displaystyle U_{x}}. Эквивалентно, топологическое пространство с локальными базами из связных множеств.

## Свойства
- Всякое открытое подмножество локально связного пространства локально связно.
- Всякая компонента связности локально связного пространства открыта и замкнута.
- Всякое локально линейно связное пространство локально связно, обратное не всегда выполнено.
  - Частичное обращение этого утверждения: всякое полное метрическое локально связное пространство является локально линейно связным (теорема Мазуркевича ― Мура ― Менгера).

## Вариации и обобщения
- Локально односвязное пространство ― топологическое пространство {\displaystyle X}, в котором для любой точки {\displaystyle x} и любой её окрестности {\displaystyle O_{x}} имеется меньшая односвязная окрестность {\displaystyle U_{x}}. Эквивалентно, топологическое пространство с локальными базами из односвязных множеств.

- Полулокально односвязное пространство